# Тютяръярви
Тю́тяръя́рви (фин. Tytärjärvi) — озеро на территории Поросозерского сельского поселения Суоярвского района Республики Карелия.

## Общие сведения
Площадь озера — 0,6 км².
Форма озера продолговатая, слегка вытянутая с юго-востока на северо-запад. Берега заболоченные.
С южной стороны озера вытекает безымянный заболоченный ручей, втекающий в озеро Ала-Виексъярви.
Название озера переводится с финского языка как «дочерино озеро».
Код водного объекта в государственном водном реестре — 01050000111102000011585.